# Râul Ciulnița
Râul Ciulnița este un curs de apă, afluent al râului Buzău. 